# The Shining (britische Band)
The Shining war eine britische Musikgruppe, die nur für ca. drei Jahre existierte. Sie benannte sich nach dem gleichnamigen Buch von Stephen King und spielte melodischen Rock und noisigen Britpop.

## Geschichte

### Gründung
Die Band wurde 1999 zunächst als neue Supergroup angekündigt, da sie aus ehemaligen Mitgliedern der Bands The Stone Roses, The Verve und den Seahorses gegründet worden war.
John Squire (Ex-The Stone Roses) und Simon Jones (Ex-The Verve) hatten 1999 ein neues Projekt ins Leben gerufen, das zunächst den Namen Reluctance trug und für beide nach Auflösung der jeweiligen Vorband eine musikalische Weiterexistenz schaffen sollte. Als Schlagzeuger brachte Squire das Seahorses-Mitglied Mark Heaney mit. Mit Duncan Baxter wurde ein junger, bis dahin unbekannter Sänger verpflichtet, der mit seiner außergewöhnlichen Ausstrahlung, Mimik und Gestalt an den jungen Freddie Mercury erinnert. Stimmlich knüpft er eher an Def Leppard und die A-Northern-Soul-Zeiten von The Verve an.

### True Skies
Nach langer Probezeit und wenig kreativen Ergebnissen räumte John Squire im Sommer 2000 kurzerhand das Feld und das Projekt drohte zu kippen. Doch schließlich konnten Simon Tong (auch ehemals The Verve) und Dan MacBean als neue Kräfte für die Gitarre verpflichtet werden. Die beiden Simons waren schließlich die Hauptsongwriter und das erste Album konnte aufgenommen werden. Mit Quicksilver/Dum Dum wurde im April 2002 die erste Single über Zuma Recordings veröffentlicht. Für das Album konnte der Vertrieb von Sony Music gewonnen werden. True Skies erschien im September desselben Jahres und konnte mit der rockigen Hitsingle Young Again (u. a. Trailersoundtrack bei ProSieben) immerhin für einen Achtungserfolg sorgen.
Nach der Europatournee 2002 trennte sich die Band aus vielschichtigen Gründen. Zum einen wurde der Plattenvertrag von Epic/Sony nicht verlängert. Simon Tong nahm das Angebot an, Graham Coxon bei Blur zu ersetzen und Dan MacBean machte seine Zweitband, die Engineers, zur Hauptband. Auch war der Vergleichsmaßstab The Verve ein sehr hoher und Simon Jones hatte sich häufig auf die stichelnden Fragen der Presse im Bezug auf Richard Ashcroft (dem Ex-Frontmann von The Verve) eingelassen. Es bleiben drei Singles und ein Album.

### Danach
Simon Jones ist 2004 bei Cathy Davey als Bassist eingestiegen und hält sich fern von Massenmedien und Öffentlichkeit. Simon Tong unterstützte Blur 2003 als Live-Gitarrist auf ihrer „Think-Tank“-Tournee, 2004 und 2005 hat er als Gitarrist das Album Demon Days der Gorillaz mit eingespielt und ist jetzt offizielles Mitglied bei The Good, the Bad and the Queen. Leadgitarrist Dan MacBean hat 2003 die Band Engineers mitbegründet, die 2005 ihr gleichnamiges Debütalbum veröffentlichte. Mark Heaney hat seit der Trennung mit diversen Musikern wie Badly Drawn Boy oder Gang of Four zusammengearbeitet, zuletzt u. a. auch wieder mit Simon Jones. Baxter sang und spielte von 2003 bis 2005 Gitarre in der bislang ungezeichneten Indie-Band The Voluntary.
Ende 2006 probten Mark Heaney, Simon Jones und Duncan Baxter mit Jeff Wootton als neuem Gitarristen wieder regelmäßig miteinander, was Gerüchte über eine bevorstehende Reunion laut werden ließ. Wootton ist ein britisches Ausnahme-Nachwuchstalent an der Gitarre und Mitglied der jungen Formation The Black Marquee. Im Februar 2007 veranstaltete die Band ohne Baxter ein Casting für einen neuen Sänger. Steven Young wurde als Frontmann der Formation gewählt, die jedoch ohne The-Shining-Bezug laufen wird, zumal die The-Verve-Reunion inklusive Simon Jones von der Band erstmal Geduld abverlangt.

## Diskografie

### Alben
- True Skies (September 2002)

### Singles
- Quicksilver / Dum Dum (April 2002)
- I Wonder How (Mai 2002)
- Young Again (September 2002)